# Sonic Trip
Sonic Trip – łódzka grupa grająca drum and bass.
Sonic Trip to grupa trzech didżejów i producentów: Infinity, Exwookie, Nobis, oraz wokalista MC I. Przez ponad 25 lat formacja promuje w Polsce bass-owe oblicze muzyki klubowej takiej jak: breakbeat, electro, drum'n'bass, garage.
Na swoim koncie mają udział w ponad 400 imprezach w całej Polsce oraz zagranicą m.in. we wszystkich Paradach Wolności w Łodzi, Mayday Polska, Mayday 2005 (Dortmund), Festiwalu "Nature One" w Niemczech, urodzinach MTV Polska, Creamfields Polska, Festiwalu Outdoor Clubbing Experience, Festiwalu Boat-City, wszystkich edycjach klubowego Opola i wielu innych.
Według magazynu Laif zostali sklasyfikowani najwyżej spośród drum'n'bass'owych wykonawców w Polsce. Występowali u boku takich gigantów muzycznych jak The Chemical Brothers, Kosheen, Goldie, WestBam, Freestylers, Dr. Motte, Stereo Mc's, Roni Size, Chicane, Dirty Vegas, Paul van Dyk, Ferry Corsten, EZ Rollers, J Majik i wielu wielu innych.
Sonic Trip jest również organizatorem własnych projektów muzycznych z udziałem gwiazd sceny klubowej takich jak: Aphrodite, Luna C, Aquasky, MC MC, czy John B.
Jednym z ważniejszych przedsięwzięć formacji jest ogólnopolski konkurs dla młodych producentów muzyki klubowej, "Made In Poland", który organizowany jest od kwietnia 2002 roku.
Główną ideą "Made In Poland" jest wyłanianie i promowanie młodych, wartościowych artystów muzyki klubowej.

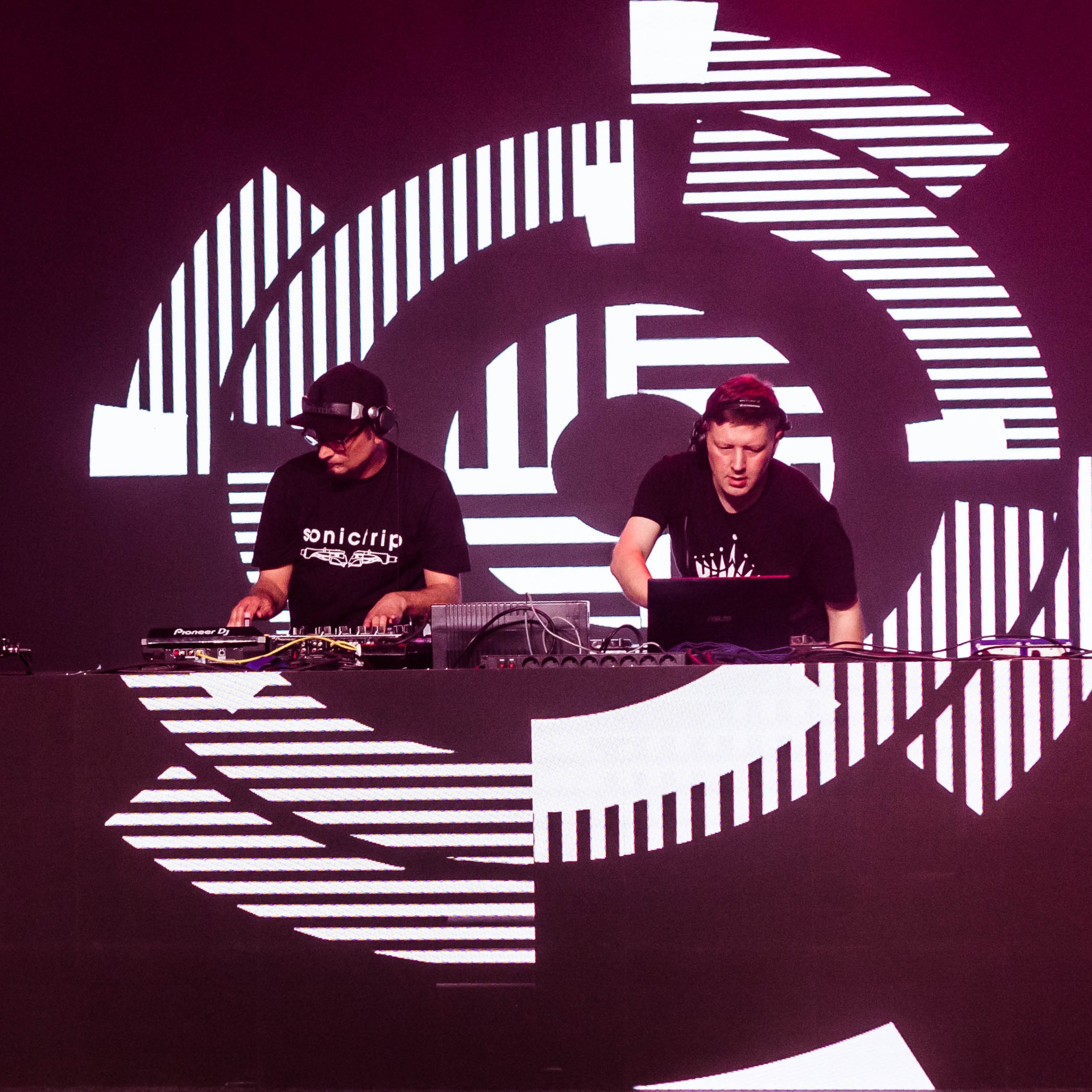
sonic trip 2020

Będąc jednocześnie niezależnymi producentami, poszczycić się mogą wydaniem pierwszej w Polsce didżejskiej płyty winylowej pt. Darkside/Voyage (luty 2000), 2 płyt CD: Re:Mix (2001) i 1st selection of MadeInPoland (2003) oraz wielu okolicznościowych wydawnictw takich jak: Magazyn Laif, Sony Music promos, X-Cite, The Beach Bols, The House Night.
Sonic Trip zrealizowali również własne teledyski, do utworów "Darkside", "Nic Nie Robić", "Przełom" i "Prosty plan".
Jako jedyni w Polsce zajmowali się wydawaniem ekskluzywnych winyli didżejskich, pojedynczych egzemplarzy wycinanych za pomocą specjalnej maszyny tzw. Dubplate Cutter.
Ich filozofią jest przekazywanie pozytywnej energii.